# 福山天后宫
福山天后宫，位于中国广东省汕尾市陆丰市城东镇，为陆丰市的一个市级文物保护单位，类型为古建筑，公布时间为2004年12月31日。
福山天后宫的历史年代为清代。